# هيكتور فيلانويفا
هيكتور فيلانويفا (بالإنجليزية: Héctor Villanueva)‏ هو لاعب كرة قاعدة أمريكي، ولد في 2 أكتوبر 1964 في ريو بيدراس ‏ في الولايات المتحدة.

## وصلات خارجية
- هيكتور فيلانويفا على موقعبيزبول رفرنس.كوم (الدوري الرئيسي) (الإنجليزية)
- هيكتور فيلانويفا على موقع جمعية أبحاث البيسبول الأمريكية (الإنجليزية)
- هيكتور فيلانويفا على موقع إي إس بي إن.كوم (أم.أل.بي) (الإنجليزية)
- هيكتور فيلانويفا على موقع مشجعي الرسوم البيانية (الإنجليزية)